# Каритас

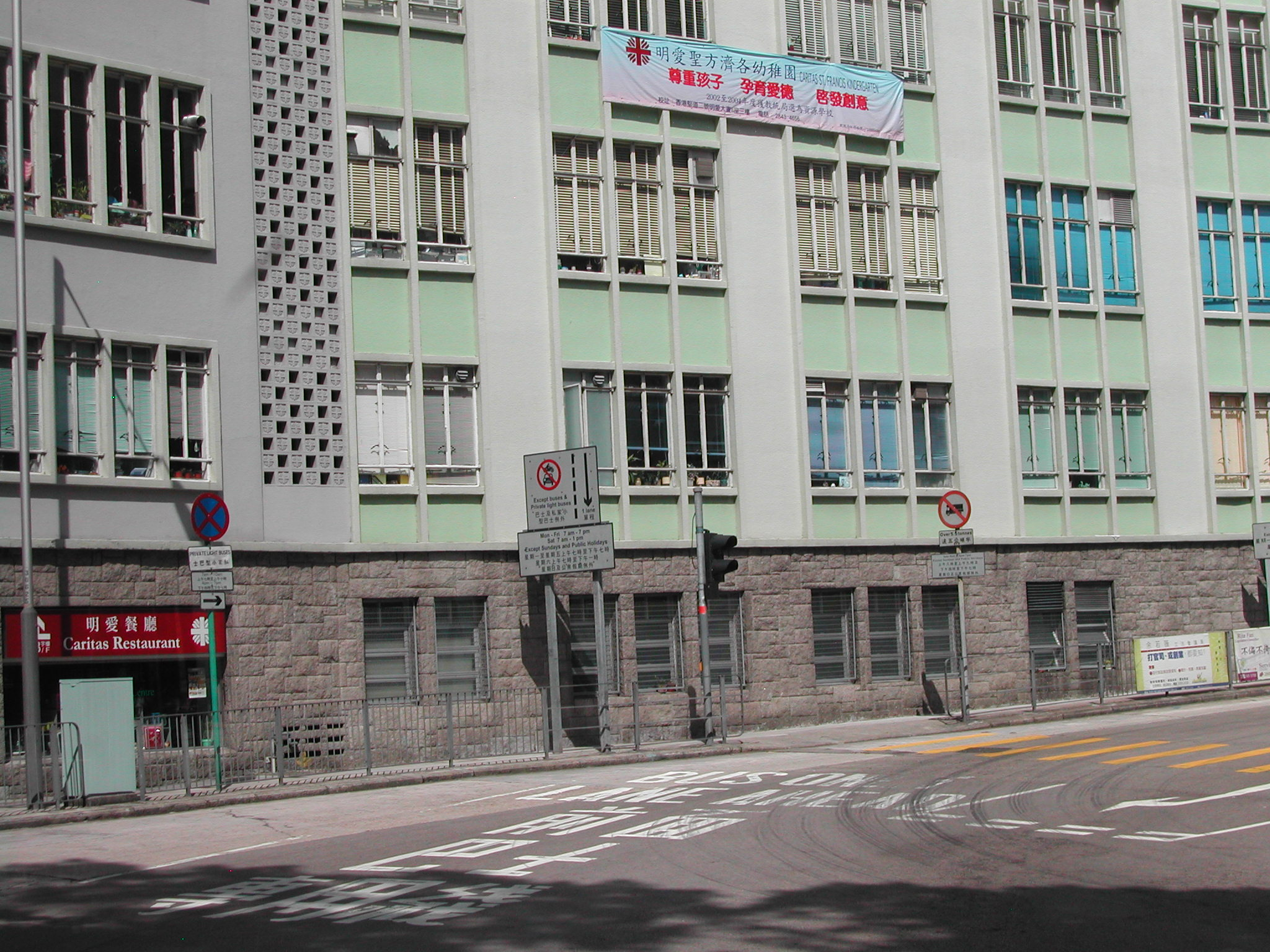
Здание организации «Каритас» в Гонконге

Ка́ритас (лат. caritas — милосердие, жертвенная любовь) — название 162 национальных католических благотворительных организаций, действующих в 200 странах и регионах мира и объединённых в международную конфедерацию «Caritas Internationalis». Цель организации «Каритас» — практическая реализация христианами-католиками социального служения, гуманитарной помощи и человеческого развития.
Каритас оказывает гуманитарные миссии помощи всем нуждающимся, независимо от этнической принадлежности, национальности, вероисповедания, социального статуса и других особенностей.

## История
Благотворительная деятельность Католической церкви с самого начала осуществлялась в приходах, позднее важнейшую роль в этом играли монашеские ордена и конгрегации. Светские благотворительные организации возникли в XIX веке.
Создание «Каритас» связано с опубликованием в 1891 году римским папой Львом XIII энциклики «Rerum Novarum», которая придала мощный импульс широкой социальной деятельности мирян в Католической церкви. Для координации их деятельности секретарь архиепископа г. Фрайбург священник Лоренц Вертманн в 1897 году организовал в Германии первый епархиальный координационный центр, названный «Каритас». Первоначально основу деятельности организации составляла помощь итальянским сезонным рабочим, названная «несением службы в духе caritas pastoralis (пасторского милосердия»).
Позднее название «Каритас» распространилось на все подобные виды служения и на все организации подобного типа, которые стали появляться и в других странах. После Второй мировой войны национальные Каритас действовали практически в каждой стране Европы и Америки. Для координации их деятельности в 1950 году в Ватикане была создана международная конфедерация «Caritas Internationalis», являющаяся членом Конференции международной католической организации и Папского совета «Cor unum», имеющая консультативный статус в ЮНЕСКО и других организациях ООН, Совете Европы и Организации африканского единства.
2 марта 2012 года Папа Бенедикт XVI обнародовал новые Устав и Внутренний порядок Caritas internationalis. Новые Устав и Внутренний порядок не относятся к национальным и епархиальным «Каритас», которые сохраняют свою автономию, будучи зависимыми от епископских конференций. Новые документы сохраняют все положения хирографа Папы Иоанна Павла II «На Тайной Вечере» 2004 года, который определял публичный, юридический и канонический статус «Каритас», и с большей ясностью подчеркивая роль Святейшего Престола в одобрении текстов нравственного или вероучительного содержания, распространяемых Каритас.

## «Каритас» в России
Католические благотворительные организации существовали в России с самого начала основания католических общин и приходов. Например, московский приход святых Апостолов Петра и Павла с самого начала своего основания в 1690 году открыл приют. В XIX веке повсеместно в католических приходах были созданы приюты, дома призрения, богадельни. Финансирование благотворительной деятельности осуществлялось за счет целевых сборов и частных пожертвований. Один из приютов для мальчиков католического вероисповедания, созданный епископом Антонием Малецким при приходе святой Екатерины в Санкт—Петербурге, получил название «Каритас».
В советское время благотворительная деятельность церкви была запрещена.
Организованная благотворительная деятельность Католической церкви возродилась в России в конце 1980-х, когда начался официальный процесс восстановления Католической церкви и её структур. Тогда же началась активная поддержка благотворительных программ в России в виде гуманитарной помощи со стороны зарубежных католических организаций. Огромную роль в организации работы католических благотворительных институтов в России сыграл священник из Германии, прелат Хартмут Каниа (1942—2001), впоследствии назначенный настоятелем прихода Святейшего Сердца Иисуса в Санкт-Петербурге. Первые шаги российская «Каритас» сделала в Москве зимой 1990—1991. В конце 1991 года после регистрации апостольских администратур в Москве и Новосибирске было решено основать в них благотворительные учреждения «Каритас европейской части России» и «Каритас азиатской части России».
В феврале 1992 года в ходе первой зимней акции помощи «Каритас» совместно с Мальтийской службой помощи распределила 70 тысяч посылок среди нуждающихся москвичей. Позже «Каритас» появилась во многих городах России.
В июне 1992 года в Москве состоялся международный семинар «Caritas Internationalis», посвященный организации и приоритетам работы в России и других стран СНГ. Был намечен курс на постепенный отход от распределения гуманитарных посылок к диаконии местных приходских общин. В январе 1993 года в России было зарегистрировано 6 организаций «Каритас».
В апреле 1993 года начался процесс создания общенациональной «Каритас России». До 1999 года национальная «Каритас» работала в Москве, с 1999 года — в Санкт-Петербурге. В мае 1995 года «Каритас России» была принята в члены международной организации «Caritas Internationalis».
Благотворительные проекты «Каритас» в России включают предоставление экстренной материальной помощи, первичных социально—медицинских услуг, реализацию программ реабилитации, подготовку добровольцев и создание учреждений постоянного обслуживания.
По данным «Каритас», её помощь в России ежегодно получают примерно 100 тыс. нуждающихся.
«Каритас Архиепархии Божией Матери в Москве» действует в архиепархии Божией Матери с центром в Москве. Это региональное отделение «Каритас» начала свою работу в 1989 году и была официально учреждена декретом архиепископа Тадеуша Кондрусевича. В настоящее время на территории архиепархии Божией Матери действуют 3 организации Каритас: в Москве, Санкт-Петербурге и Калининграде.

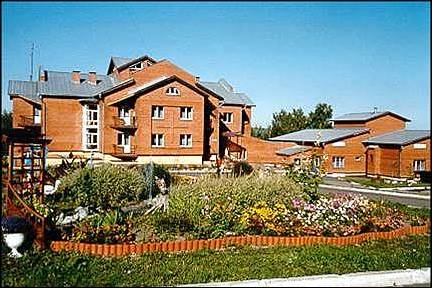
Детский дом «Приют св. Николая» в Новосибирске

«Каритас Преображенской Епархии в Новосибирске» действует в Преображенской епархии с центром в Новосибирске с 1991 года, президентом является епископ Иосиф Верт. В настоящее время Каритас Преображенской Епархии работает в 10 населенных пунктах Урала и Западной Сибири.
«Каритас епархии святого Климента» с центром в Саратове была учреждена декретом епископа Клеменса Пиккеля. В настоящее время в Каритас епархии святого Климента действуют 8 местных отделений «Каритас» и службы при приходах.
На 2014 год общее число отделений «Каритас» равно 37.

## Благотворительные программы
Среди благотворительных программ, реализуемых силами отделений «Каритас» в России, особое место занимает социальная помощь. Оказывается поддержка домам престарелых продуктами и медикаментами, социальная и психологическая помощь для бездомных, социальная помощь осужденным и амнистированным; проводится патронаж престарелых, организуются столовые для малоимущих и бездомных, ведется прием в центрах социальной помощи при приходах.
В рамках программ для детей и молодежи создаются детские центры, домашние школы, программы реабилитации детей из неблагополучных семей и семей иммигрантов.
Программы помощи инвалидам включают патронажную помощь для инвалидов на дому, создание «домашних школ» для детей-инвалидов и дневных центров обучения и самопомощи для молодых инвалидов; оказание материальной, психологической помощи нуждающимся.
Программы поддержки ВИЧ—инфицированных и наркозависимых включают обеспечение больных медикаментами и продуктами питания, организацию групп взаимопомощи.
В рамках противотуберкулезных программ проводятся мероприятия помощи в СИЗО. Больные обеспечиваются витаминами, продуктами питания, одеждой.
Основой программ, адресованных мигрантам, является правовая помощь семьям беженцев из Афганистана, Чечни и республик Средней Азии, содействие в возвращении на родину.
«Каритас» сотрудничает с благотворительными организациями других христианских церквей, социальными организациями мусульман, иудеев, буддистов, а также с общественными организациями, с органами местного самоуправления.

## Награды
- Орден Матери Терезы[англ.] (2022 год, Албания)[5].